# كأس السويد 2012–13
كأس السويد 2012–13 (بالسويدية: Svenska cupen i fotboll 2012/2013)‏ هو الموسم 57 من  كأس السويد. أقيم خلال الفترة 3 يونيو 2012 وحتى 26 مايو 2013، وأشرف على تنظيمه اتحاد السويد لكرة القدم، وكان عدد الأندية المشاركة فيه  96، وفاز فيه نادي غوتبورغ.

## نتائج الموسم
| المركز | فريق         | لعب | ف | ت | خ | له | عليه | ف.أ | نقاط | ملاحظة |
| ------ | ------------ | --- | - | - | - | -- | ---- | --- | ---- | ------ |
|        | نادي غوتبورغ |     |   |   |   |    |      |     |      |        |